# Przerostowe zwężenie odźwiernika

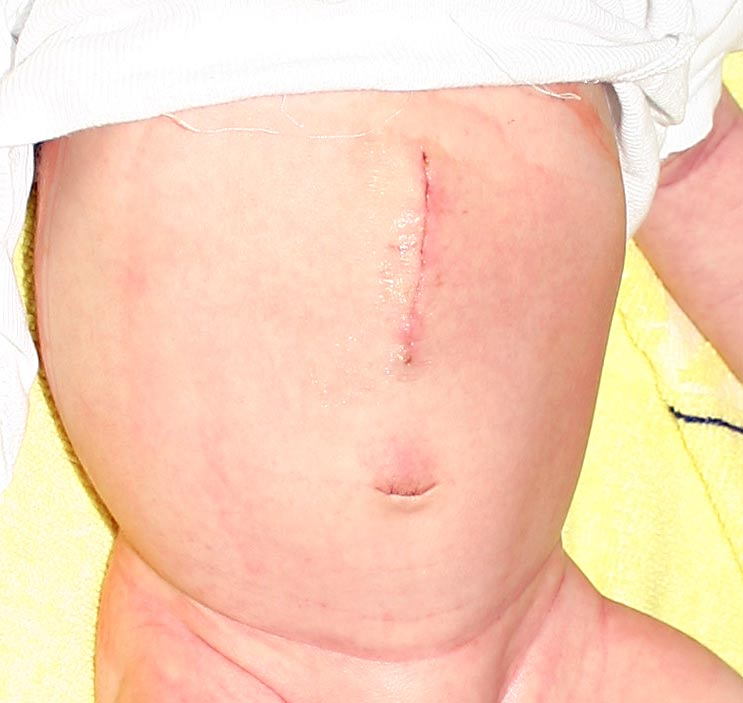
Rana po pyloromiotomii u miesięcznego dziecka 30 godzin po operacji.

Przerostowe zwężenie odźwiernika (łac. pylorostenosis congenita, ang. hypertrophic pyloric stenosis) – wrodzone zaburzenie rozwojowe polegające na różnego stopnia zwężeniu odźwiernika, prowadzącym nierzadko do całkowitej niedrożności. Istotą zaburzenia jest wrodzona nieprawidłowość strukturalna mięśniówki gładkiej odźwiernika.

## Epidemiologia
Częstość schorzenia ocenia się na 1:300-1:900 żywych urodzeń. Zdecydowanie częściej występuje u rasy białej, około 4-6 razy częściej u płci męskiej. Przerostowe zwężenie odźwiernika występuje również częściej u osób pochodzenia żydowskiego, a także z obciążeniem rodzinnym.

## Objawy
Objawy przerostowego zwężenia odźwiernika ujawniają się zwykle w 2. lub 3. tygodniu życia noworodka. Początkowo są to niezbyt obfite ulewania, które z czasem (w 3.-4. tygodniu życia) nasilają się i przeradzają w charakterystyczne, chlustające wymioty treścią żołądkową. Wymioty występują w czasie posiłku lub zaraz po nim. Prawie nigdy nie stwierdza się domieszki żółci w zwracanej treści. Łaknienie jest prawidłowe, a nawet wzmożone, do czasu, gdy noworodek nie jest w stanie równoważyć odwodnienia i utraty masy ciała. Ponadto u dziecka można stwierdzić niepokój, wzdęcie nadbrzusza, utratę wagi lub nieprawidłowo niski przyrost masy dziecka. Badanie palpacyjne przez powłoki brzuszne pozwala niekiedy stwierdzić macalny guz w rzucie odźwiernika – jest to tzw. objaw oliwki.
Z powodu odwodnienia występuje skąpomocz i skąpe stolce.
Występuje zasadowica hipochloremiczna, hipokaliemia, hiponatremia. Wielkość tych zaburzeń jest uzależniona od stopnia zwężenia odżwiernika a nie od okresu trwania choroby.

## Diagnostyka
Metodą z wyboru w diagnostyce przerostowego zwężenia odźwiernika jest USG.
W przypadkach wątpliwych przeprowadza się badanie radiologiczne z kontrastem.

## Różnicowanie
- refluks żołądkowo-przełykowy
- kurcz wpustu
- przepuklina rozworu przełykowego
- atrezja dwunastnicy
- niedokonany zwrot jelit
- zakażenie.

## Leczenie
Leczenie jest chirurgiczne. Po wyrównaniu zaburzeń elektrolitowych u dziecka wykonywana jest pyloromiotomia. Operacja metodą Ramstedta-Webera polega na podłużnym przecięciu przednio-bocznej (najsłabiej unaczynionej) ściany błony mięśniowej odźwiernika, następnie szerokim rozchyleniem jej brzegów (i rozerwaniem nieprzeciętych mięśniowych włókien okrężnych) aż do wypuklenia się nienaruszonej błony śluzowej.